# Amiidae

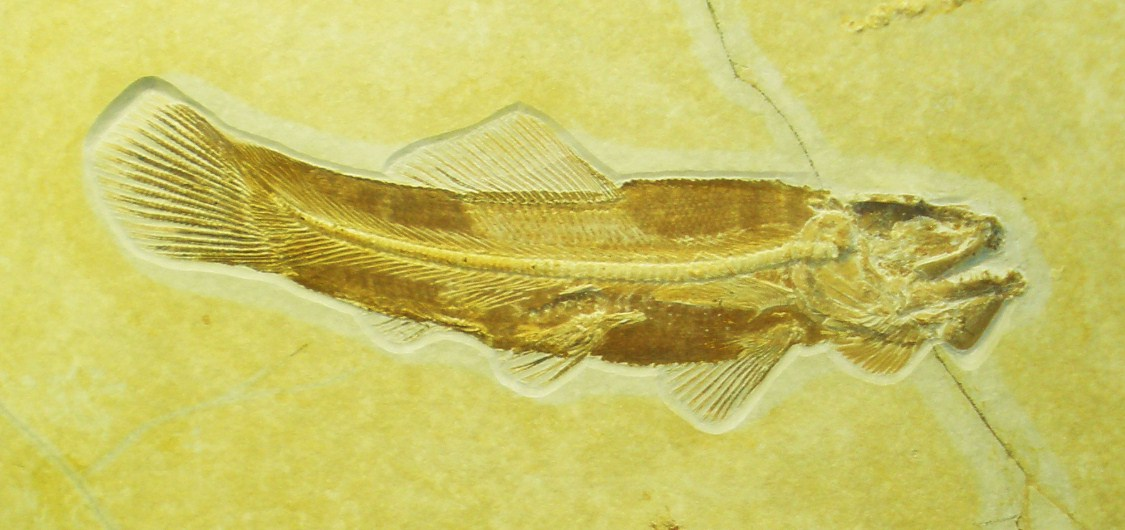
Fósil de la especie Amiopsis lepidota.

Los amiidos (Amiidae) son una familia de peces holósteos del orden Amiiformes que agrupa a las especies que tienen centros diplospondílidos osificados pericordalmente sólidos tanto del tipo normal como del tipo alternante en la región caudal. Es la única familia superviviente de los amiiformes incluyendo solo dos especies actuales estando restingidas por las aguas dulces de Norteamérica generalmente en arroyos, lagos y pantanos con aguas de movimiento lento siendo demersales, Estas especies pertenecen al género Amia siendo Amia calva y Amia ocellicauda.
Se clasifica en cuatro subfamilias, tres de ellas a partir de fósiles del Jurásico, Cretácico y Eoceno, se consideran un grupo monofilético con numerosos caracteres sinapomórficos, también estaban ampliamente distribuidos y eran particularmente ricos en especies durante el Eoceno. Durante este período, parecían estar confinados casi exclusivamente al agua dulce.

## Clasificación
La clasificación actual de los amiidos sugiere 5 subfamilias con 16 géneros.
- Amiidae
  - Subfamilia Amiinae (Cretácico tardío -Presente)
    - Género Amia
    - Género Cyclurus†
    - Género Pseudoamiatus†

  - Subfamilia Amiopsinae† (Jurásico tardío)
    - Género Amiopsis†

  - Subfamilia Solnhofenamiinae†  (Jurásico tardío)
    - Género Solnhofenamia†

  - Subfamilia  Vidalamiinae† (Cretácico Inferior)
    - Género Calamopleurus†
    - Género Maliamia†
    - Género Melvius†
    - Género Pachyamia†
    - Género Vidalamia†

  - Subfamilia Sinamiinae  (Cretácico Inferior)
    - Género Siamamia†
    - Género Khoratamia†
    - Género Sinamia†
    - Género Ikechaoamia†

  - Género Nipponamia†
  - Género Hispanamia†